# ガボンの世界遺産
ガボンの世界遺産 （ガボンのせかいいさん）はユネスコの世界遺産に登録されているガボン国内の文化・自然遺産。
※この項目はウィキプロジェクト 世界遺産に準じて作成されています

## 文化遺産
なし

## 自然遺産
- イヴァンド国立公園 - (2021年)

## 複合遺産
- ロペ＝オカンダの生態系と残存する文化的景観 - (2007年)